# Студничка, Алоис
Алоис Студничка (6 февраля 1842, Яромер, Собеслав — 9 сентября 1927, Сараево) — австро-венгерский чешский теоретик искусства, педагог в области технического рисования и промышленного дизайна.
В 1861 году окончил реальную гимназию в Таборе. Высшее образование получил в Пражском политехническом институте и академии искусств. Некоторое время был сотрудником Чешского промышленного музея. С 1867 года был учителем в нескольких школах, некоторое время также состоял ассистентом в Политехникуме. Работой в музее занимался в свободное от учительства время, однако его вклад в развитие музея ныне оценивается высоко и этому периоду его деятельности посвящены даже отдельные исследования.
В 1886 году открыл собственную ремесленную школу в родном Яромере, в 1893 году переехал в Сараево, где открыл школу технического дизайна. Ещё на родине получил известность своими новаторскими методами обучения рисованию, разработкой учебных программ по ремесленным специальностям и написанием научных работ; считался специалистом по чешскому народу искусству, преподавал в том числе чешскую орнаменталистику. В Сараево прожил до конца жизни.
Главные работы его авторства: «Grundlagen den schönen Form» (переведена на русский язык), «Motivy lidového vyšívání», «Pravidelný ornament rostlinny», «Nauka o tvorbi ornamenata» (на хорватском языке).